# Palazzo Gradenigo
Palazzo Gradenigo is een stadspaleis in Venetië. Het is gelegen aan het kanaal Rio Marin in het sestiere Santa Croce.

## Geschiedenis
Het gebouw werd aan het einde van de zeventiende eeuw ontworpen door architect Domenico Margutti, een leerling van Baldassare Longhena, als palazzo voor de familie Gradenigo, een van de beroemdste patriciërsfamilies in Venetië. Door de eeuwen heen was het stadspaleis een oord waar in de tuin van de Gradenigos grandioze festivals plaatsvonden. Aan het begin van de twintigste eeuw beschreef de dichter Gabriele d'Annunzio de toendertijd verwaarloosde tuin in zijn notitieboeken en koos hem als plaats voor scènes in zijn roman Het grote vuur (Italiaans: Il Fuoco). Een deel van de tuin is intact gebleven. Het stadspaleis is na een restauratie in 1999 in een goede staat en nog gedeeltelijk in het bezit van de familie Gradenigo.

## Beschrijving

### Gebouw
Het palazzo heeft in de gevel, gezien vanaf het kanaal Rio Marin, twee verdiepingen en onder het dak een mezzanino met kleine vierkante ramen. Op de begane grond zijn twee portalen naar het water. De twee hoofdverdiepingen zijn asymmetrisch; beide verdiepingen hebben tien enkele rondboogvensters met balusters en bovenaan mascarons, maar het allerlinker venster van de tweede verdieping is een breder, viervoudig venster (quadrifora). In de zijgevel om de hoek, die uitgeeft op de tuin, bevindt zich een overeenkomstig drievoudig venster (trifora). Op het palazzo zijn gaandeweg dakopbouwen verrezen met helemaal bovenop een dakterras (Italiaans: altana) met uitzicht over de daken van Venetië.
Van binnen is veel van de originele, figuratieve decoratie vernieuwd. Slechts een deel van het zeventiende-eeuwse stucwerk en enige achttiende-eeuwse fresco's, die aan Jacopo Guarana worden toegeschreven, zijn bewaard gebleven.

### Tuin
Tot het begin van de twintigste eeuw was de tuin van de Gradenigos een van de mooiste en grootste van de lagunestad. Er is echter maar een klein deel hiervan overgebleven nadat er in het gebied in 1920 huizen voor spoorwegarbeiders en een straat waren gebouwd. Gezien vanaf het kanaal Rio Marin ligt de tuin achter een muur met tralievensters die begroeid is met een wijnstok. De tuin bereikt men vanuit het trappenhuis van het palazzo via een smeedijzeren poort. In het midden van de tuin staat als centraal element een treurhoningboom (Sophora japonica 'Pendula'), die daar vermoedelijk in 1922 is geplant.

## Afbeeldingen

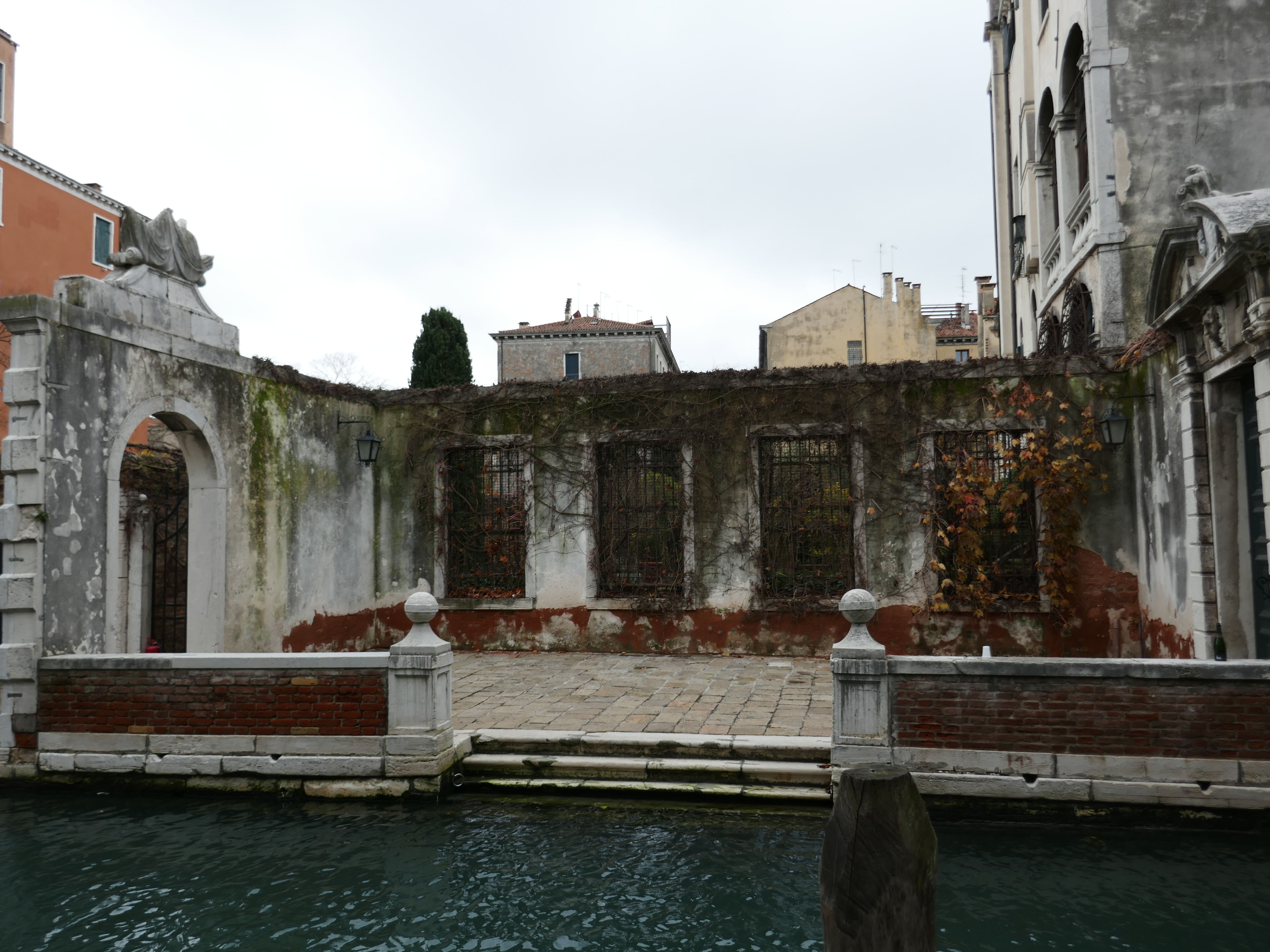
Blik op de tuinmuur
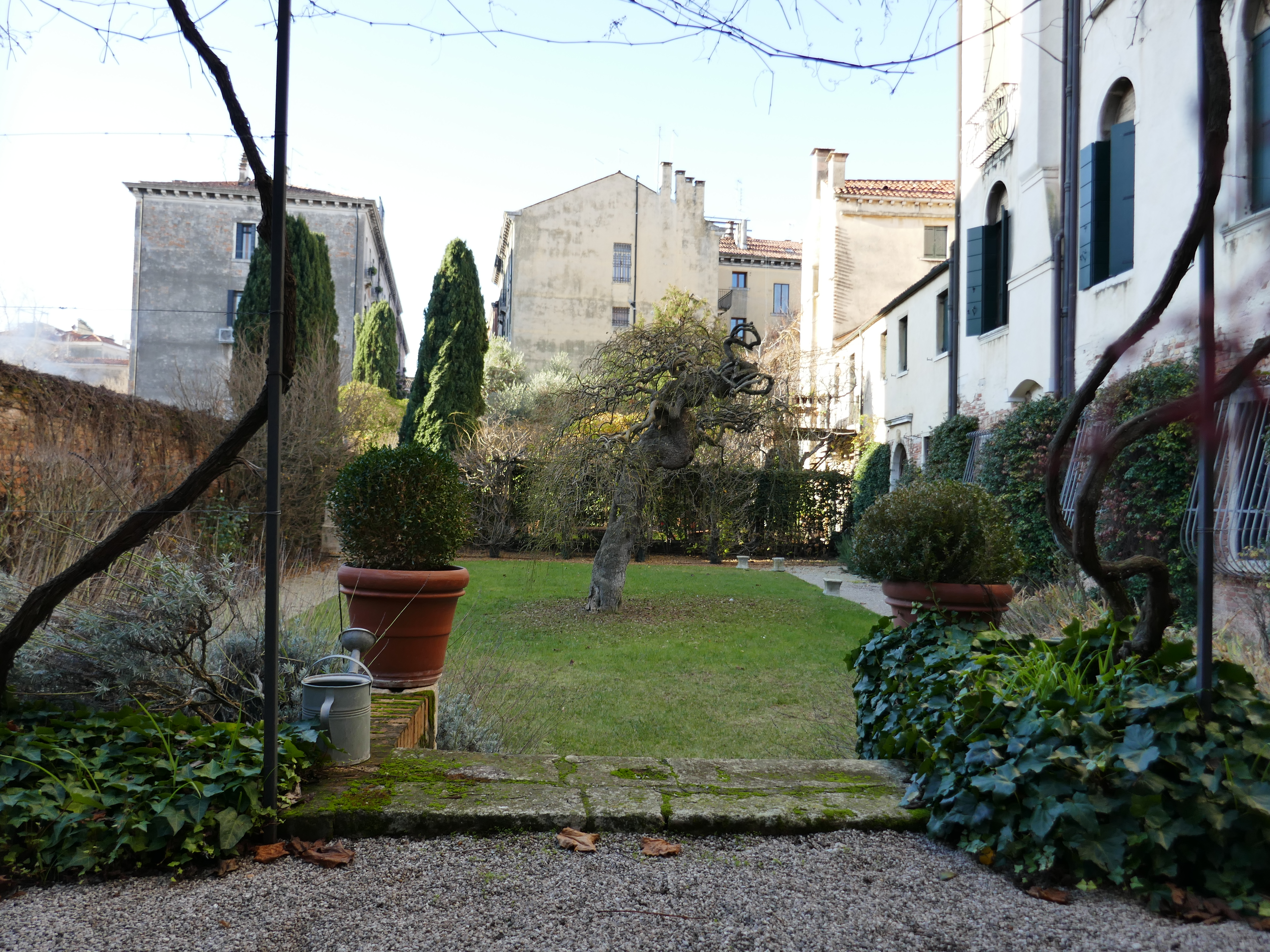
Blik in de tuin
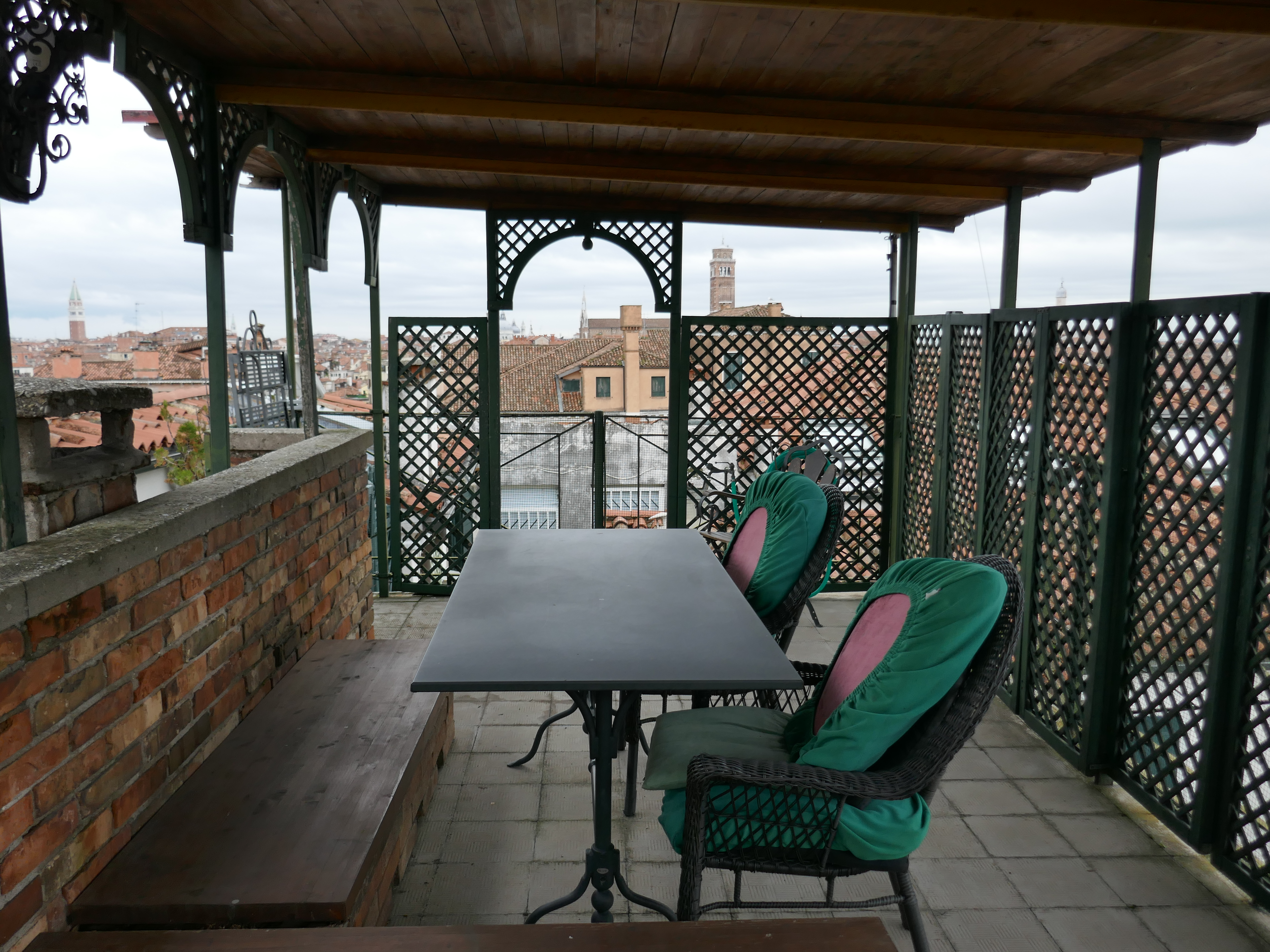
Dakterras (altana)
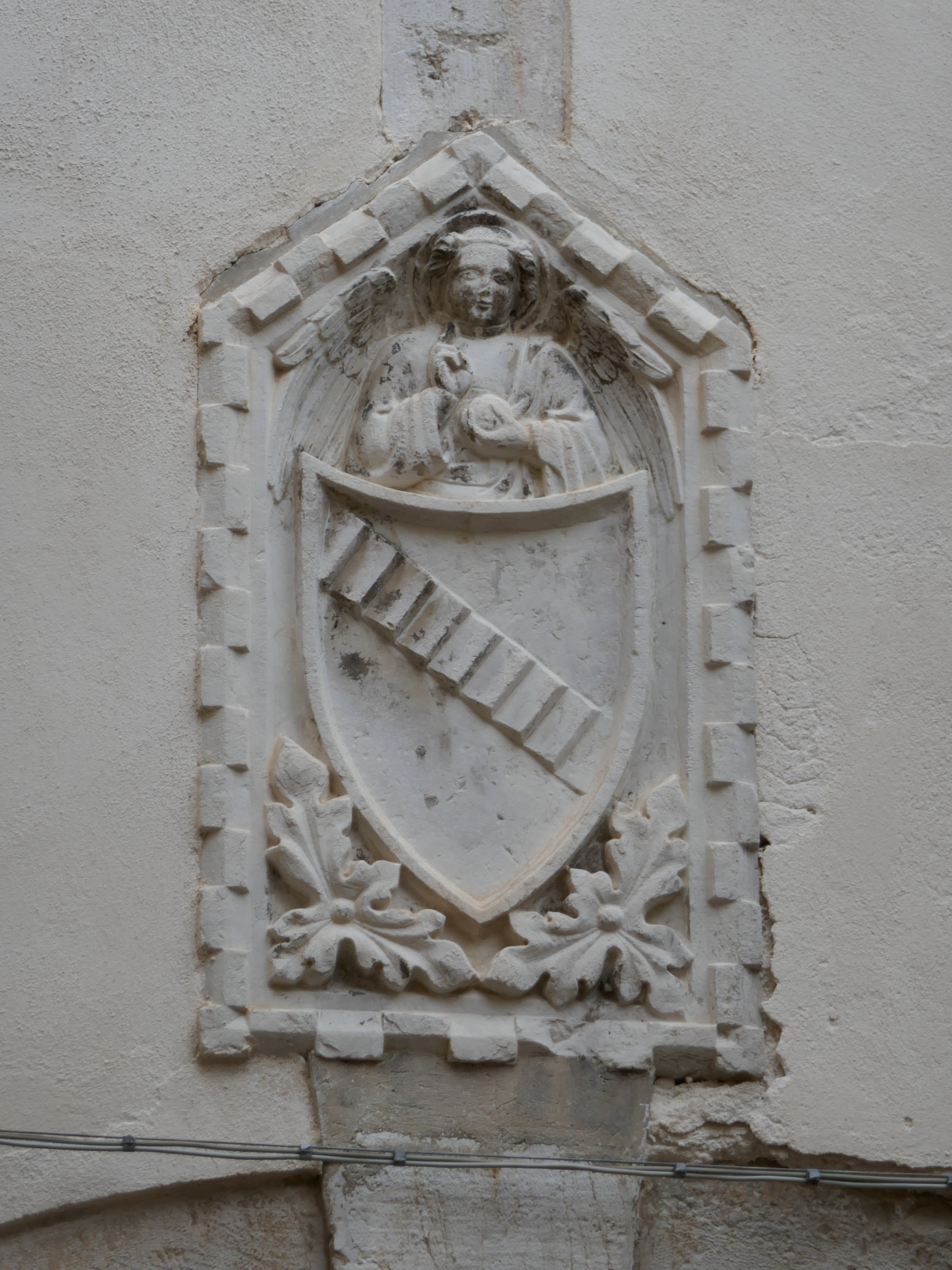
Familiewapen van de Gradenigos op de binnenplaats
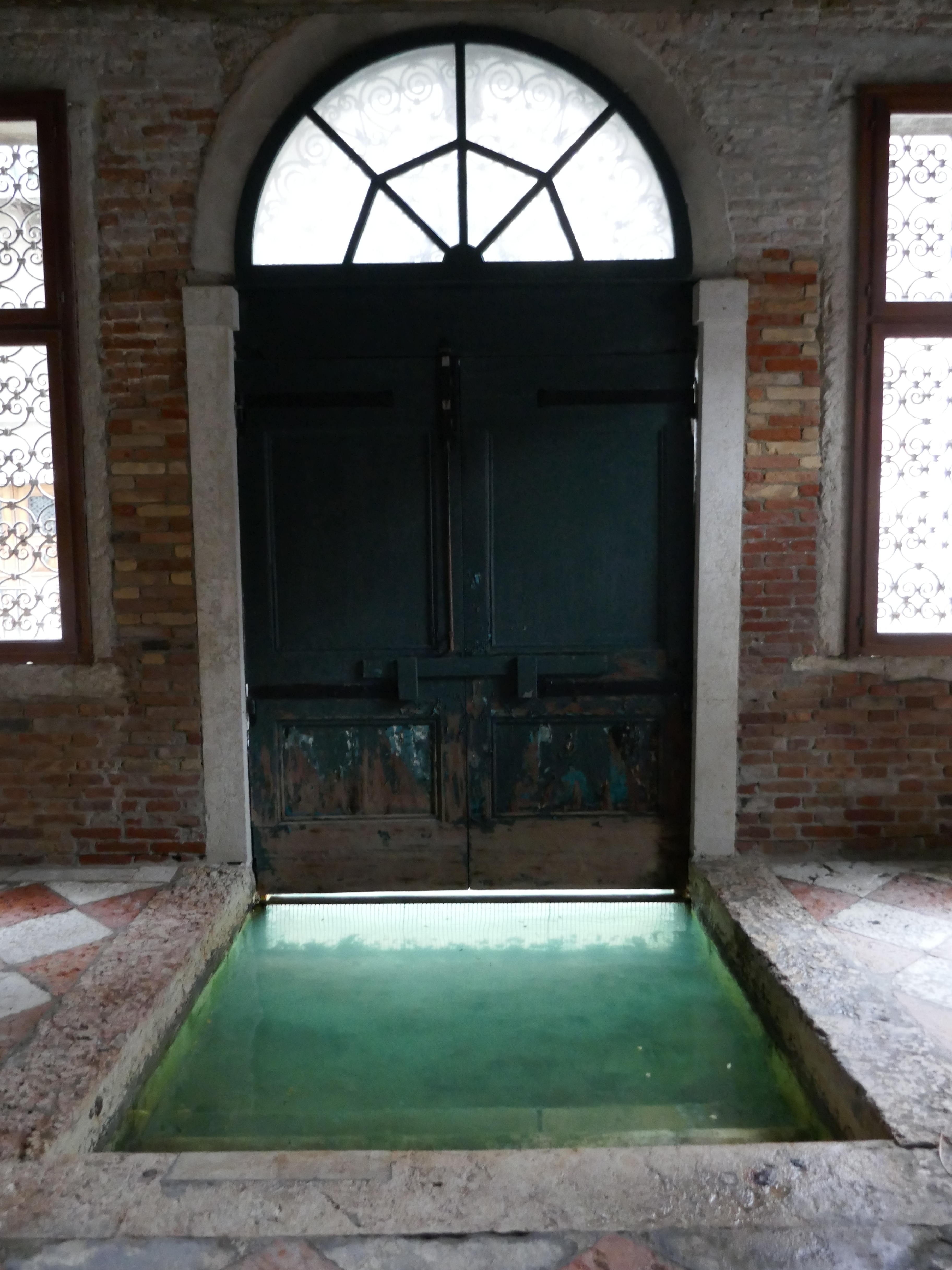
Portaal naar het water